# هانس أرنولد
هانس أرنولد (بالألمانية: Hans Arnold)‏ (8 أكتوبر 1941 بمانهايم في ألمانيا - 8 مايو 1991) هو لاعب كرة قدم ألماني في مركزي الوسط والدفاع. شارك مع منتخب ألمانيا تحت 21 سنة لكرة القدم ومنتخب ألمانيا تحت 23 سنة لكرة القدم ‏. أما مع النوادي، فقد لعب مع نادي آلن ونادي شتوتغارت وSpVgg Ludwigsburg ‏ ونادي مانهايم ‏.

## وصلات خارجية
- هانس أرنولد على موقع قاعدة بيانات كرة القدم.إي يو (الإنجليزية)
- هانس أرنولد على موقع بيانات كرة القدم. دي إي (الألمانية)